# Neukaledonien-Krokodil
Das Neukaledonien-Krokodil (Mekosuchus inexpectatus) ist eine ausgestorbene Art der Krokodile (Crocodylia). Es handelte sich dabei um ein Landkrokodil, welches als Endemit bis ins Holozän auf Neukaledonien lebte.

## Forschungsgeschichte und Merkmale
Versteinerte Skelettreste von Mekosuchus inexpectatus wurden 1980 in Karsthöhlen des Tieflands von zwei Inseln Neukaledoniens gefunden. Der Fund auf Île des Pins wurde auf ein Alter von 3.500 bis 3.900 Jahre geschätzt, wohingegen die Überreste auf der Hauptinsel Grande Terre nur etwa 1.600 bis 1.800 Jahre alt sind.
Die Tiere erreichten eine Länge von etwa zwei Metern und waren somit nach Vertretern der Gattung Meiolania die größten Reptilien in ihrem Verbreitungsgebiet. Der Schädel war deutlich höher als der amphibisch lebender Arten und die Nasenlöcher lagen vorn und öffneten sich seitlich an der Schnauzenspitze. Als einmaliges Merkmal unter den Krokodilen gilt eine Beteiligung des Oberkieferknochens (Maxillare) am knöchernen Augenhöhlenring. Weitere Schädelmerkmale teilen sie mit Vertretern der frühen Mesoeucrocodylia, andere mit denen der modernen Krokodile (Eusuchia).

## Lebensweise
Das Neukaledonien-Krokodil war neben Volia athollandersoni von den Fidschi-Inseln (ebenfalls ein Vertreter der Mekosuchinae) und Mekosuchus kalpokasi aus Vanuatu eines der wenigen Krokodile mit terrestrischer statt amphibischer Lebensweise. Dies konnte vor allem aufgrund der Lage der Nasenlöcher, die seitlich am Schädel lagen, sowie aus dem Bau der Extremitäten und deren Muskelansätzen geschlossen werden. Die hinteren Zähne waren abgerundet und legen eine Ernährung durch Weichtiere nahe.

## Aussterben
Das Aussterben der Art wird mit einer intensiven Bejagung erklärt, die bereits lange vor dem Eintreffen der ersten Europäer zur Ausrottung führte. Diese Hypothese wird gestützt durch den Fund eines Unterkiefers in einem Muschelhaufen an der Westküste Neukaledoniens. Als Vertreter einer sehr ursprünglichen Abstammungslinie der Krokodile war das Neukaledonien-Krokodil bis kurz vor seinem Aussterben ein Beispiel für ein lebendes Fossil.